# Halichoeres marginatus
Halichoeres marginatus là một loài cá biển thuộc chi Halichoeres trong họ Cá bàng chài. Loài này được mô tả lần đầu tiên vào năm 1835.

## Từ nguyên
Tính từ định danh marginatus trong tiếng Latinh mang nghĩa là "có viền ở rìa", không rõ hàm ý, có lẽ đề cập đến các dải viền đầy màu sắc của vây lưng, vây hậu môn và vây đuôi ở cá trưởng thành của loài này.

## Phạm vi phân bố và môi trường sống
Từ Biển Đỏ cùng vịnh Oman và vịnh Ba Tư, H. marginatus được phân bố dọc theo bờ biển Đông Phi, trải dài đến hầu hết các đảo quốc, quần đảo trên Ấn Độ Dương và Tây–Trung Thái Bình Dương (dến tận Polynésie thuộc Pháp và quần đảo Pitcairn), băng qua Ấn Độ và toàn bộ khu vực Đông Nam Á, ngược lên phía bắc vùng biển phía nam Nhật Bản, xa về phía nam đến Úc (bao gồm rạn san hô Great Barrier). Một cá thể của H. marginatus cũng đã được thu thập tại quần đảo Hawaii.
Ở Việt Nam, H. marginatus được ghi nhận tại cù lao Chàm (Quảng Nam); đảo Lý Sơn (Quảng Ngãi); bờ biển Phú Yên; bờ biển Ninh Thuận; các vịnh ở Khánh Hòa; cù lao Câu (Bình Thuận); đảo Phú Quốc và quần đảo An Thới (Kiên Giang); Côn Đảo; cũng như tại quần đảo Hoàng Sa và quần đảo Trường Sa.
H. marginatus sống trên rạn san hô viền bờ và trong đầm phá, đặc biệt là khu vực có nhiều san hô phát triển, ở độ sâu đến ít nhất là 30 m.

## Phân loại học
Kuiter (2002) cho rằng, quần thể H. marginatus thực sự chỉ giới hạn ở những vùng biển bao quanh bán đảo Ả Rập (cá đực ở khu vực này có sự khác biệt nhỏ về kiểu hình so với quần thể còn lại ở Ấn Độ Dương - Thái Bình Dương), trong khi số khác như Lieske và Myers (2004) lại cho rằng H. marginatus là quần thể trải dài khắp Ấn Độ Dương và Thái Bình Dương.
Barber và Bellwood (2005) sử dụng bằng chứng di truyền phân tử và chỉ ra rằng, H. marginatus là một phức hợp loài bao gồm hai quần thể loài tách biệt ở hai đại dương (nhưng không đề cập đến quần thể ở Biển Đỏ). Cho đến hiện tại thì không có một phân loại chính thức nào về loài H. marginatus được công bố.

## Mô tả

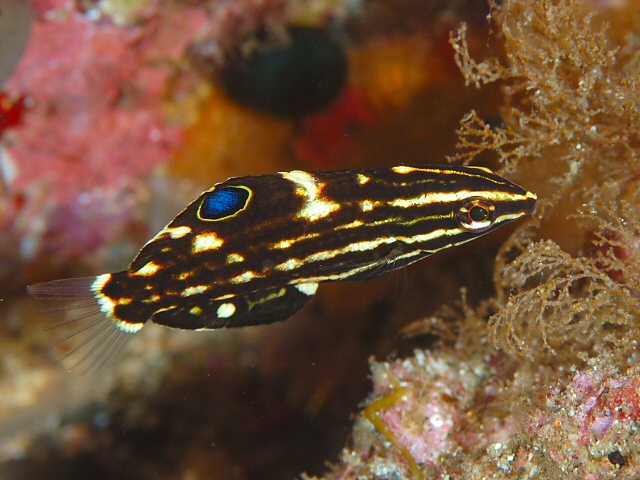
Cá con

H. marginatus có chiều dài cơ thể lớn nhất được ghi nhận là 18 cm. Cá đực trưởng thành có màu xanh lục hoặc nâu cam với các đốm màu xanh tím trên vảy xếp thành các hàng sọc ở hai bên thân. Đầu có nhiều vệt sọc màu xanh lam. Cuống đuôi có một dải sọc hình lưỡi liềm màu xanh lục tươi; theo sau là một dải màu đỏ được viền xanh lơ, lốm đốm các chấm xanh lục, cuối cùng là một dải viền vàng ở sát rìa. Vây ngực có đốm vàng. Vây lưng và vây hậu môn màu nâu đỏ, có nhiều vệt đốm màu xanh lục với dải xanh lam gần rìa và dải vàng nâu ở ngay rìa. Cá cái có màu nâu sẫm với những hàng sọc ngang màu nâu đen ở hai bên thân. Vây lưng có hai đốm màu xanh đen (đốm lớn hơn ở giữa và đốm nhỏ ở phía trước). Vây đuôi trắng (cá lớn hơn có thêm dải đen ở rìa sau). Cá con màu nâu đen với 2 đốm ở vây lưng như cá cái, nhưng thân có thêm các sọc đốm màu vàng.
Số gai ở vây lưng: 9; Số tia vây ở vây lưng: 13–14; Số gai ở vây hậu môn: 3; Số tia vây ở vây hậu môn: 12–13; Số tia vây ở vây ngực: 14–15; Số gai ở vây bụng: 1; Số tia vây ở vây bụng: 5; Số vảy đường bên: 27–28.

## Sinh thái học
Thức ăn của H. marginatus bao gồm đa dạng các loài thủy sinh không xương sống và có cả trứng của những loài cá khác. Chúng sống đơn độc hoặc hợp thành một nhóm nhỏ.

## Thương mại
H. marginatus được đánh bắt trong các hoạt động buôn bán cá cảnh.